# Солоновський сільський округ
Солоно́вський сільський округ (каз. Солоновка ауылдық округі, рос. Солоновский сельский округ) — адміністративна одиниця у складі Улькен-Наринського району Східноказахстанської області Казахстану. Адміністративний центр — село Солоновка.
Населення — 1313 осіб (2021; 2044 у 2009, 2561 у 1999, 2767 у 1989).
Станом на 1989 рік існувала Солоновська сільська рада (села Малонаримка, Солоновка).

## Склад
До складу округу входять такі населені пункти:
| Населений пункт   | Старі назви | Населення, осіб (1989) | Населення, осіб (1999) | Населення, осіб (2009) | Населення, осіб (2021) |
| ----------------- | ----------- | ---------------------- | ---------------------- | ---------------------- | ---------------------- |
| Малонаримка, село | -           | 1255                   | 1138                   | 867                    | 583                    |
| Солоновка, село   | -           | 1512                   | 1423                   | 1177                   | 730                    |